# Vilém Kreibich

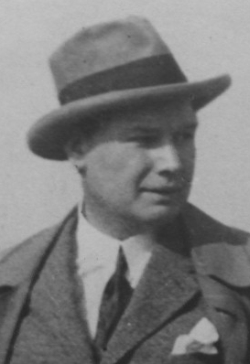
Vilém Kreibich

Vilém Kreibich (* 6. Januar 1884 in Zdice; † 27. November 1955) war ein tschechoslowakischer Künstler.
Er stammte aus einer Eisenbahner-Familie, sein Vater war Lokführer. Nach dem Studium an der Akademie der Schönen Künste in Prag erhielt er erste Aufträge für Bilder von den Škoda-Werken in Prag, dem größten tschechoslowakischen Dampflokomotiv-Produzenten.
Neben Gemälden schuf er in der Zeit zwischen den Weltkriegen zusammen mit Vlastimil Mares, einem Maschinenbauingenieur im Eisenbahnministerium und dem späteren Direktor der tschechoslowakischen Staatsbahnen Československé státní dráhy, das farbliche Design der tschechoslowakischen Dampflokomotiven.
Nach dem Zweiten Weltkrieg entwarf er auch konstruktive Designs der Lokomotiven, die von den Maschinenbauingenieuren erfolgreich umgesetzt wurden.

## Bilder im Internet
Lokomotiva 1

Link zum Bild

(Bitte Urheberrechte beachten)
Lokomotiva 2

Link zum Bild

(Bitte Urheberrechte beachten)
Lokomotiva 3

Link zum Bild

(Bitte Urheberrechte beachten)
| Personendaten    | Personendaten                 |
| ---------------- | ----------------------------- |
| NAME             | Kreibich, Vilém               |
| KURZBESCHREIBUNG | tschechoslowakischer Künstler |
| GEBURTSDATUM     | 6. Januar 1884                |
| GEBURTSORT       | Zdice                         |
| STERBEDATUM      | 27. November 1955             |